# Glena unipennaria
Glena unipennaria är en fjärilsart som beskrevs av Achille Guenée 1857. Glena unipennaria ingår i släktet Glena och familjen mätare. Inga underarter finns listade i Catalogue of Life.

## Bildgalleri

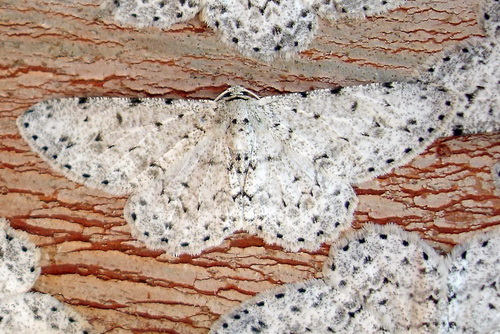